# Bobbie Nelson
Bobbie Lee Nelson (Abbott, 1 de enero de 1931-Austin, 10 de marzo de 2022) fue una pianista y cantante estadounidense, hermana mayor de Willie Nelson y miembro de su banda, Willie Nelson and Family.

## Biografía
Cuando tenía cinco años, su abuela le enseñó a tocar los teclados con un armonio, y tras algunas apariciones en convenciones de gospel celebradas en Hillsboro, Texas, su abuelo le compró un piano.
Comenzó a cantar en actos escolares y en la iglesia con su hermano Willie. A los dieciséis años se casó con el músico Bud Fletcher, que formó su propia banda, The Texans. Ella se unió a la agrupación como pianista, mientras que su hermano se encargó de la voz y la guitarra. La banda se separó en 1955 después de que ella se divorciara de Fletcher. En 1961, tras los problemas generados por la muerte de Fletcher y la entrega de la custodia de sus hijos a los padres de este último, se trasladó a Fort Worth, Texas, donde trabajó para la Hammond Organ Company. Tras recuperar a sus hijos, se mudó a Austin, Texas.
En 1965 se trasladó a Nashville, Tennessee, tras el fracaso de su tercer matrimonio. Tocó en restaurantes y diferentes locales hasta que fue convocada por su hermano a mediados de la década de 1970. Se convirtió en pianista de Willie Nelson durante sus sesiones con Atlantic Records, que produjeron los discos The Troublemaker, Shotgun Willie y Phases and Stages. Ese mismo año se unió a The Family a tiempo completo y empezó a hacer giras constantes con su hermano.
Falleció el 10 de marzo de 2022 en Austin a los 91 años.

## Discografía

### Álbumes
| Año  | Título         | Discográfica    |
| ---- | -------------- | --------------- |
| 2008 | Audiobiography | Justice Records |

### Colaboraciones
| Año  | Título                               | Discográfica        |
| ---- | ------------------------------------ | ------------------- |
| 1986 | I'd Rather Have Jesus                | Arrival Records     |
| 1992 | Gospel: Old Time Religion            | Laserlight Digital  |
| 1996 | How Great Thou Art                   | Finer Art Records   |
| 1997 | Hill Country Christmas               | Finer Art Records   |
| 2013 | Farther Along: The Gospel Collection | Perdernales Records |
| 2014 | December Day: Willie's Stash, Vol. 1 | Legacy Recordings   |
| 2021 | The Willie Nelson Family             | Legacy Recordings   |